# 17892 Моркембвайз
17892 Моркембвайз (17892 Morecambewise) — астероїд головного поясу, відкритий 15 березня 1999 року.
Тіссеранів параметр щодо Юпітера — 3,624.